# شون كونينغهام (مغن مؤلف)
شون كونينغهام (بالإنجليزية: Sean Cunningham)‏ هو مغن مؤلف أمريكي، ولد في 4 يوليو 1985.